# FIFA World Player of the Year 2001
L’edizione 2001 del FIFA World Player, 11ª edizione del premio calcistico istituito dalla FIFA, fu vinta dal portoghese Luís Figo (Real Madrid) e dalla statunitense Mia Hamm (Washington Freedom).
Fu la prima edizione in cui si votò, oltre che per eleggere il miglior calciatore, anche per l'elezione della miglior calciatrice.
A votare furono 130 commissari tecnici di altrettante Nazionali.